# Tâmpa, Mureș
Tâmpa (în maghiară Székelytompa) este o localitate componentă a orașului Miercurea Nirajului din județul Mureș, Transilvania, România.

## Istoric
Pe Harta Iosefină a Transilvaniei din 1769-1773 (Sectio 144), localitatea a apărut sub numele de „Tompa”. 

## Imagini

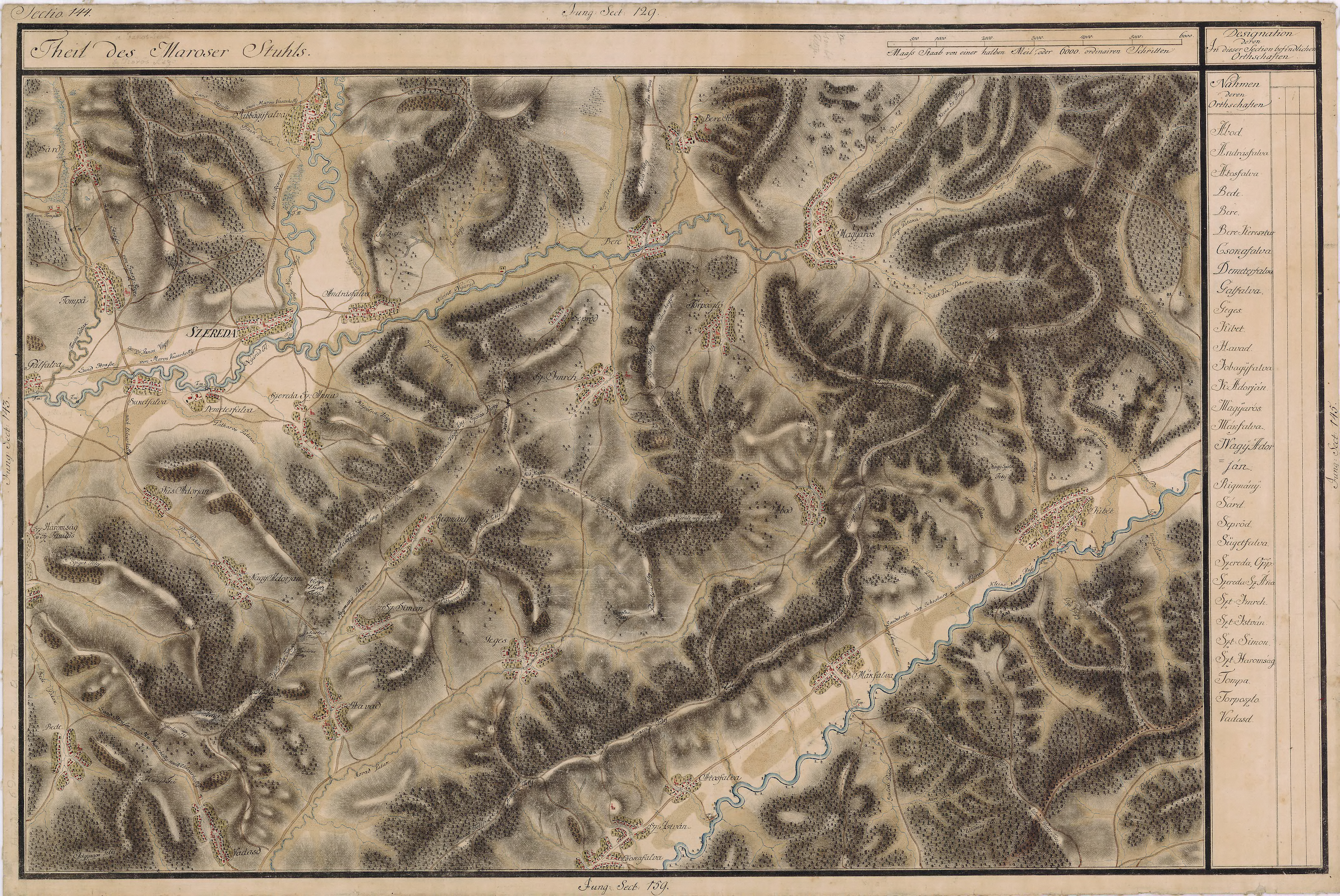
Tâmpa pe Harta Iosefină
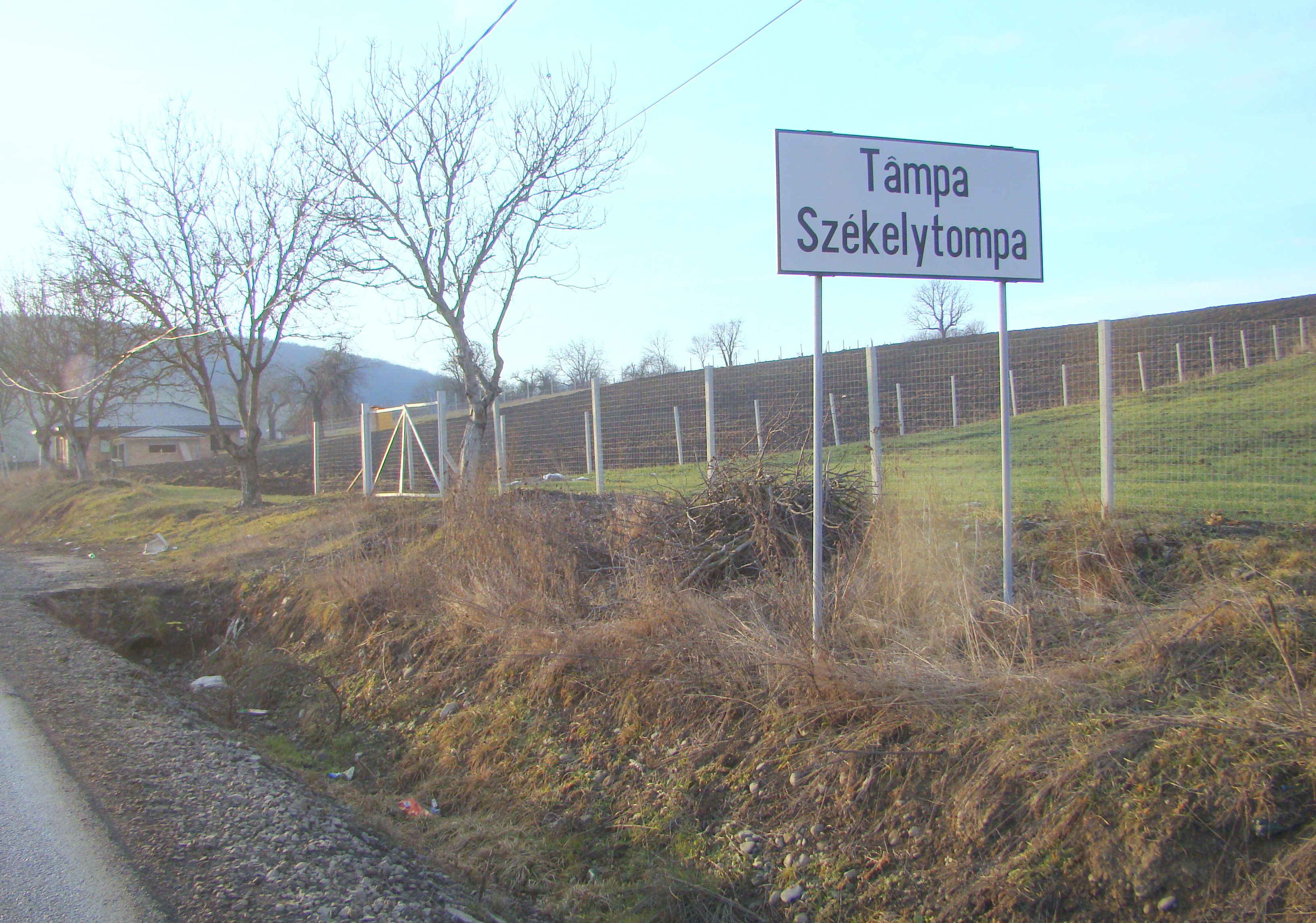
Intrarea în localitate
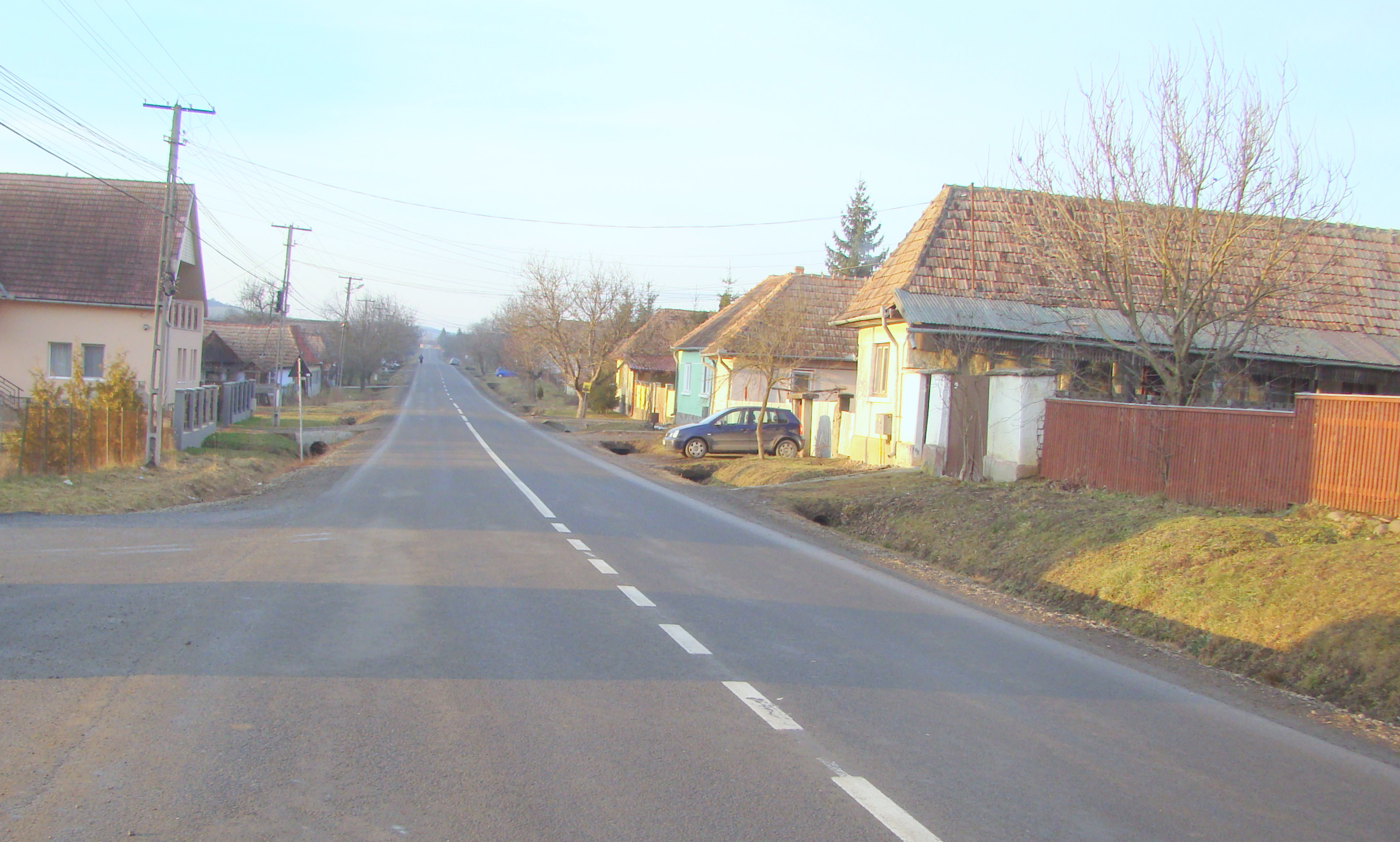
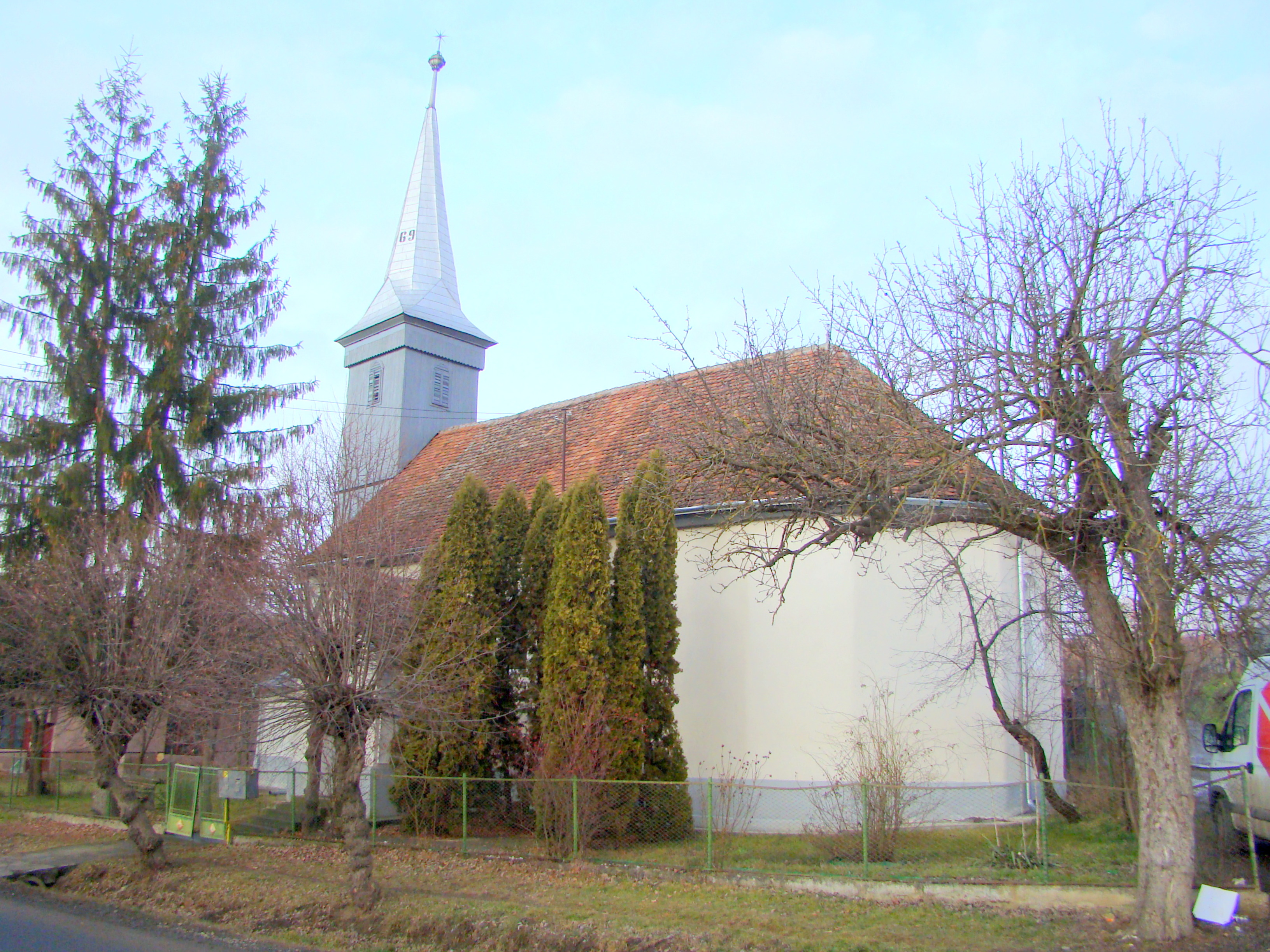
Biserica reformată (1840)
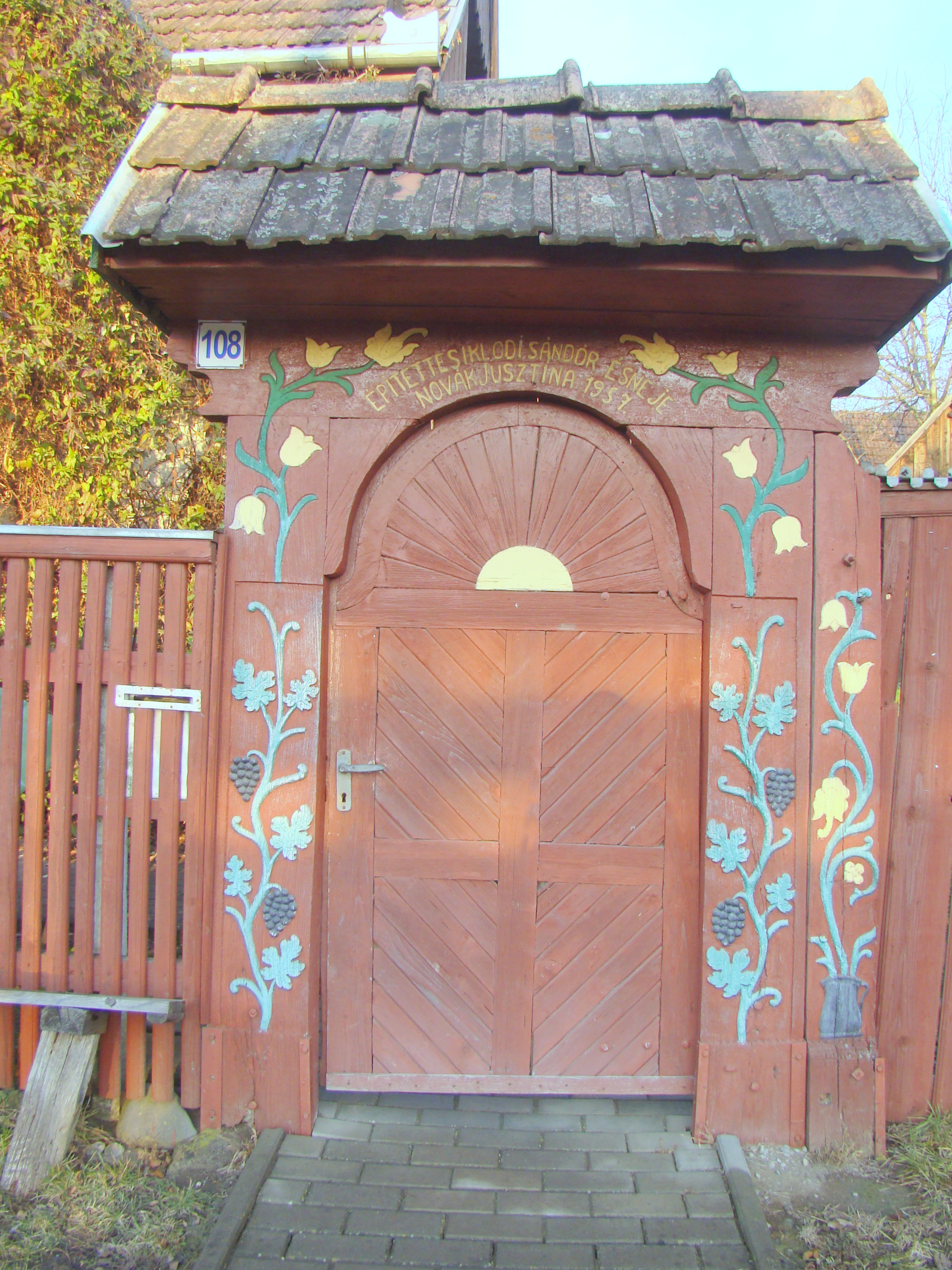
Poartă secuiască de lemn
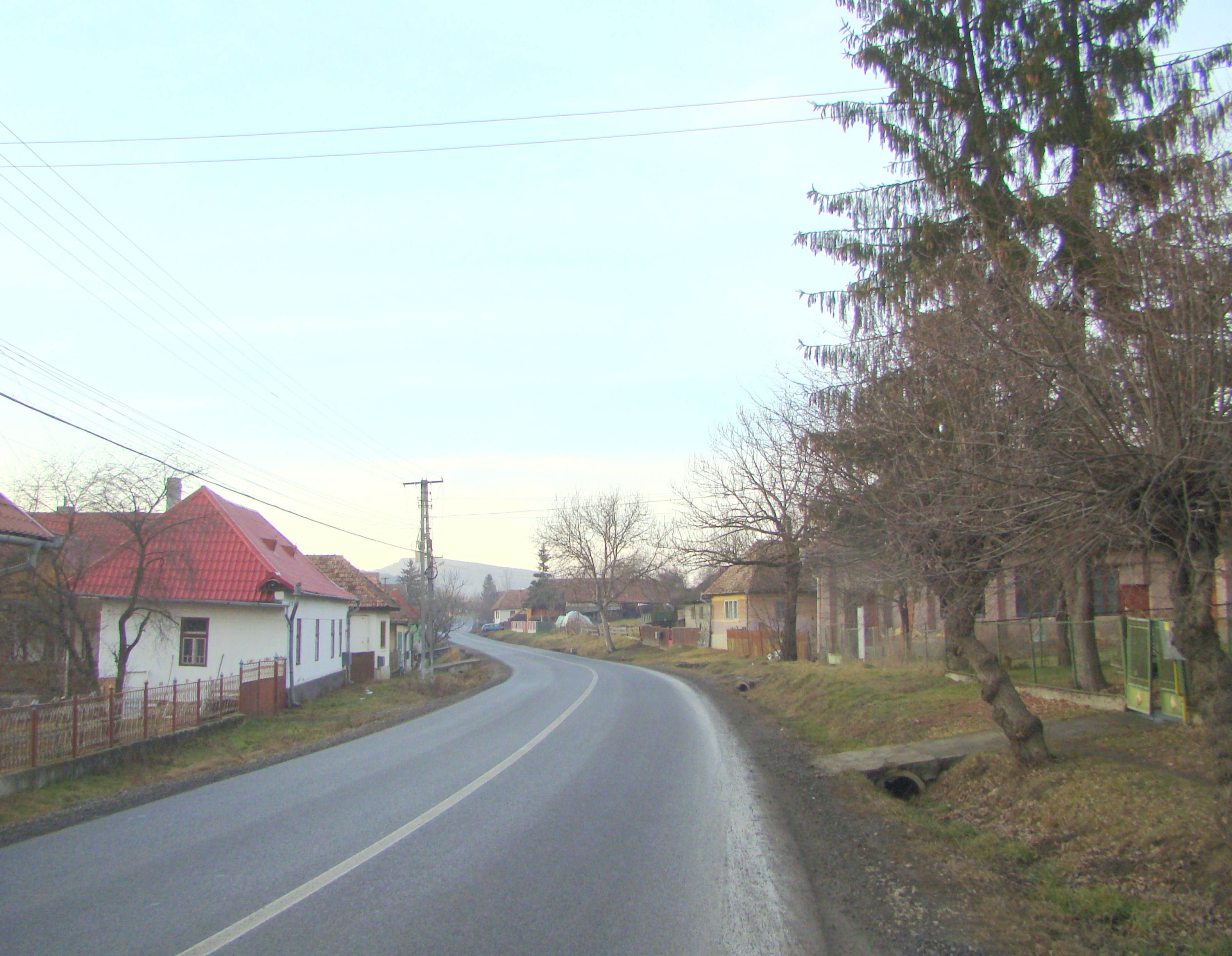